# Royal Dubai

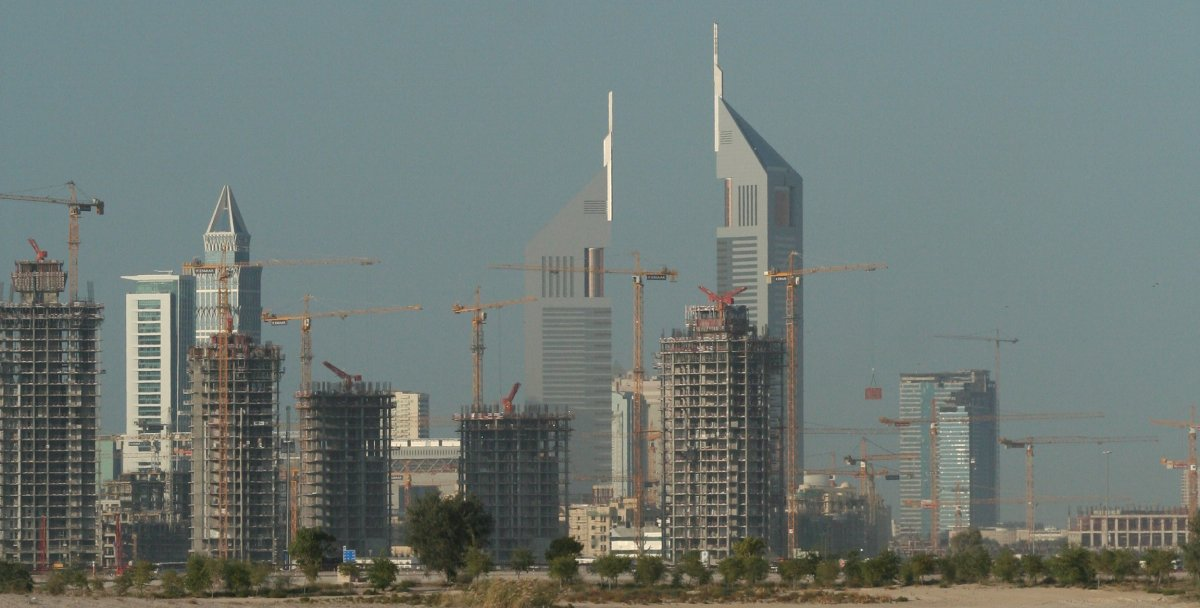
Vastgoedontwikkeling in Dubai

Royal Dubai was een Nederlands vastgoedfonds dat geld van beleggers zou investeren in vastgoedprojecten in Dubai. In oktober 2007 bleek de directie van Royal Dubai onvindbaar, het geld bleek nooit belegd te zijn.

## Aanbod van Royal Dubai
Royal Dubai Investments werd in 2007 opgericht door Van Puijmbrouck Projectontwikkeling. Het bedrijf zei geld te investeren in vastgoedprojecten in de oliestaat Dubai. Beleggers moesten minimaal 50.000 euro inleggen, hierdoor viel het fonds niet onder het toezicht van de Autoriteit Financiële Markten (AFM). Het fonds beloofde investeerders een rendement van 12,5% en garandeerde de inleg waardoor beleggers aan het eind van de looptijd onder alle omstandigheden hun geld zouden terugkrijgen. Royal Dubai lokte investeerders met een gelikte brochure, een professioneel uitziende website en advertenties bij onder andere RTL-Z en in het programma Business Class van Harry Mens. Er meldden zich honderden beleggers bij Royal Dubai. Hoeveel geld het fonds exact wist binnen te halen is onbekend, geschat wordt dat het om een bedrag gaat van tussen de 10 en 20 miljoen euro.

## Directie Royal Dubai onvindbaar
Begin oktober 2007 bleek de directeur van Royal Dubai Investments, John van Puijmbrouck, onvindbaar. Achteraf bleek dat Royal Dubai geen cent geïnvesteerd had in vastgoedprojecten, de door het fonds genoemde samenwerkingspartners in Dubai bleken het fonds niet te kennen. Ook bleek projectontwikkelaar Van Puijmbrouck noch Royal Dubai te zijn ingeschreven bij de Kamer van Koophandel. Achter het KvK nummer dat Royal Dubai gebruikte, bleek Westermeyer BV te zitten. Westermeyer BV werd door Puijmbrouck op 30 mei 2007 gekocht als lege BV.

## Onderzoek FIOD-ECD levert weinig op
Op 7 november 2007 werd het faillissement van Royal Dubai/Westermeyer BV uitgesproken. Westermeyer BV werd op eigen verzoek failliet verklaard. Er werd beslag gelegd op de bezittingen van Westermeyer: een bankrekening van 20.000 euro.
In oktober deden beleggers aangifte bij justitie, hierop startte de FIOD-ECD een onderzoek. De FIOD-ECD vermoedde op basis van het onderzoek dat de onvindbare Van Puijmbrouck een "katvanger" was. Wie er verder achter Royal Dubai zit was oktober 2008 nog onbekend.

## Rechtszaak tegen verdachten
In 2009 werd bekend dat onder andere Mirko van O., Daan B. en Marc de B. achter Royal Dubai zaten. Zij waren ook betrokken bij het frauduleuze beleggingsfonds Golden Sun Resorts. In december startte de rechtszaak tegen Royal Dubai en Golden Sun Resorts, de zaken werden tegelijk behandeld omdat de hoofdverdachten bij beide fondsen betrokken waren. Op 11 januari 2010 veroordeelde de rechtbank in Amsterdam de hoofdverdachten in de beleggingsfraudezaak Golden Sun en Royal Dubai tot gevangenisstraffen van 1,5 tot vijf jaar. Ook moeten zij tientallen miljoenen euro's terugbetalen aan hun slachtoffers, of zij dit kunnen is niet bekend. Volgens de rechtbank staat vast dat de verdachten met volslagen virtuele projecten meer dan 230 beleggers hadden opgelicht. In totaal werd beleggers zo'n 20 miljoen euro afhandig gemaakt. Het geld is grotendeels verdwenen.
De projecten dienden volgens de rechtbank louter als oplichtingsinstrument.
Naast Mirko van O., Daan B. en Marc de B. vervulden nog vier personen leidende rollen in de fraudezaak, waaronder ene Olav B. Van de zeven verdachten waren er op het moment van de rechtszaak nog drie voortvluchtig, het was niet bekend of zij in Nederland of elders waren. De voortvluchtigen werden wel bij verstek veroordeeld. Ruim een week na de rechtszaak, op 20 januari 2010, werd de tot vijf jaar cel veroordeelde Marc de B. opgepakt door de Fiod-ECD. Hij hield zich schuil in een caravan in Chaam in Noord-Brabant.

## Tweede Kamer: betere bescherming beleggers
Naar aanleiding van de vastgoedfraude gepleegd door Golden Sun Resorts en Royal Dubai vond er in oktober een debat in de Tweede Kamer plaats. GroenLinks, CDA, en SP vonden dat particuliere beleggers beter moesten worden beschermd tegen oplichtingspraktijken. De AFM zou beleggingsfondsen sneller en beter moeten controleren. Ook wilden ze dat het grensbedrag van 50.000 euro naar boven werd bijgesteld. Minister van Financiën Wouter Bos zag daar niets in. Bos zag hier geen taak van de overheid, beleggers moeten zichzelf beter informeren, aldus Bos.